# Kniaź Pożarskij
"Kniaź Pożarskij" (ros. Бронепоезд "Князь Пожарский") – ciężki pociąg pancerny białych podczas wojny domowej w Rosji

## Historia
Został utworzony 14 lutego 1919 roku w Noworosyjsku. Załogę stanowili marynarze. Nazwano go imieniem księcia Dymitra M. Pożarskiego z przełomu XVI i XVII wieku. Od 15 marca tego roku działał na Donbasie. Wchodził w skład 3 Dywizjonu Pociągów Pancernych. Latem, w czasie ofensywy wojsk białych w kierunku Moskwy, uczestniczył w zdobyciu Charkowa. Następnie operował na linii kolejowej Charków – Worożba. 29 stycznia 1920 roku został zostawiony w rejonie Tyraspola.

## Dowódcy
- kpt. B. W. Charkowcew (do kwietnia 1919 r.)
- kpt. 1 rangi Władimir N. Potiomkin (do 19 sierpnia 1919 r.)
- płk K. J. Maralin (do października 1919 r.)
- płk W. K. Fiodorow (do 29 stycznia 1920 r.)